# .45
.45 is een Amerikaanse misdaadthriller uit 2006, geregisseerd en geschreven door Gary Lennon en geproduceerd door David Bergstein. De hoofdrollen worden vertolkt door Milla Jovovich, Angus Macfadyen en Stephen Dorff.

## Verhaal
Nadat een drugsdealer (Angus Macfadyen) zijn vriendin (Milla Jovovich) weer eens seksueel heeft mishandeld wil zij wraak nemen. Ze wil vrienden overhalen hem te vermoorden.

## Rolbezetting
- Milla Jovovich - Kat
- Angus Macfadyen - Big Al
- Stephen Dorff - Reilly
- Aisha Tyler - Liz
- Sarah Strange - Vic
- Vincent Laresca - Jose
- Tony Munch - Clancy
- Kay Hawtrey - Marge
- John Robinson - Agent #1
- Tim Eddis - Agent #2
- Hardie Lineham - Vader Duffel
- Dawn Greenhalgh - Fran
- Nola Augustson - Gertie
- John Gordon - Danny
- Shawn Campbell - Oorspronkelijke eigenaar
- Robin Brule - Serveerster
- Mike McLay - Gerties echtgenoot
- Suresh John - Dief
- Conrad Bergschneider - Sergeant
- Chantelle Jewkes - Hoer